# Hemaris venata
Hemaris venata är en fjärilsart som beskrevs av Cajetan von Felder 1861. Hemaris venata ingår i släktet Hemaris och familjen svärmare. Inga underarter finns listade i Catalogue of Life.